# Le Thyrse
Le Thyrse was de naam van een Belgisch tijdschrift dat de culturele activiteit in Brussel, en in mindere mate in de provincie volgde. Er was ook plaats voor literaire bijdragen.
Le Thyrse werd gesticht in Brussel in 1899 door onder meer Georges-Emile Lebacq, André Baillon, Émile Lejeune, Pol Stievenart, Léopold Rosy, Fernand Urbain en Charles Viane.  Latere medewerkers waren onder andere André Ruyters en Jan Schepens.
Het tijdschrift bestond tot kort na de Tweede Wereldoorlog.